# Eugene Ostashevsky
Eugene Ostashevsky (en ruso Евгений Осташевский, Yevgueni Ostashevski; Leningrado, 1968) es un escritor, poeta, traductor y profesor ruso-estadounidense. Trabaja en la Universidad de Nueva York.

## Biografía
Eugene Ostashevsky nació en San Petersburgo y emigró con sus padres a Estados Unidos en 1979, a la edad de 11 años, para establecerse en la ciudad de Nueva York. Ostashevsky tiene un doctorado por la Universidad Stanford.

## Vida personal
Ostashevsky vivió en Berlín y es padre de dos hijas. Habla inglés, ruso, alemán, turco, alemán y la lengua de signos.

## Premios y honores
- 2019 Premio Internacional de Poesía Ciudad de Münster, junto con los traductores Monika Rinck y Uljana Wolf, por el volumen de poesía Los piratas que no conocen el valor de pi.

## Poesía
- The Pirate Who Does Not Know the Value of Pi, NYRB Poets, 2017.
- The Life and Opinions of DJ Spinoza, Ugly Duckling Presse, 2008.
- Enter Morris Imposternak, Pursued by Ironies,  Ugly Duckling Presse, 2008.
- Iterature, Ugly Duckling Presse, 2005.

## Traducciones
- The Fire Horse: Children’s Poems, de Vladímir Mayakovski, Osip Mandelstam y Daniil Kharms, NYRB Children, 2017.
- Arkadii Dragomoshchenko Endarkenment: Selected Poems,  Wesleyan University Press, 2014.
- Alexander Vvedensky An Invitation for Me to Think, NYRB Poets, 2013. Winner of National Translation Award, 2014.
- OBERIU: An Anthology of Russian Absurdism. Poetry, fiction, and drama de Alexander Vvedensky, Daniil Kharms, Nikolai Zabolotsky, Nikolai Oleinikov, Yakov Druskin and Leonid Lipavsky. Ed. y trans. con Matvei Yankelevich. Northwestern University Press, 2006.
- Dmitry Golynko. As It Turned Out. Ed. y trans. con Rebecca Bella. Poetry. Ugly Duckling Presse, 2008.